# Lolo Arziki
Lolo Arziki (Ilha do Maio, 5 de fevereiro de 1992) é pessoa não-binária, cineasta, de Cabo-verde, e ativista pelos direitos LGBTQI+.

## Percurso
Lolo Arziki nasceu em Cabo Verde e mudou-se para Portugal com 13 anos. Reside entre Portugal e Luxemburgo.
Frequentou a licenciatura de Estudos Africanos durante um ano, onde uma professora deu-lhe a conhecer o livro História da África Negra, de Joseph Ki-Zerbo. Ao ler esse livro, interessou-se pela História da Arte em África, questionando a perspetiva eurocêntrica e decidindo optar pelo ativismo através da arte. Formou-se em Cinema pelo Instituto Politécnico de Tomar e concluiu o mestrado em Estética e Estudos Artísticos na Faculdade de Ciências Sociais e Humanas da Universidade Nova de Lisboa. Como pessoa feminista negra, desenvolve o seu trabalho explorando temas como a sexualidade, a negritude, género e a experimentação estética.  Lolo aborda estas temáticas nos seus filmes, advogando também pela proibição legal da homofobia em Cabo Verde, onde a homossexualidade só deixou de ser crime em 2004.
Em 2016, iniciou-se na realização com a vídeo-performance Relatos de Uma Rapariga Nada Púdica, retratando a experiência íntima e pessoal de mulher e a sua afirmação sexual dentro do contexto cultural cabo-verdiano como ativista pelos direitos LGBTI.
No mesmo ano, dirigiu o documentário sobre turismo rural em Cabo Verde Homestay, retratando mulheres chefes de família da Ilha do Maio que receberam nas suas casas hóspedes interessados num tipo diferente de turismo, em que os turistas escutam histórias sobre a vida das mulheres e os segredos da ilha, em vez de pagar alojamento.
Em 2018, foi júri da 22.ª edição do Festival AVANCA - Encontros Internacionais de Cinema, Televisão, Vídeo e Multimédia.
Em 2019, pediu, em entrevista à Inforpress, a proibição legal da homofobia em Cabo Verde.
No mesmo ano, foi uma das pessoas finalistas ao Prémio António Loja Neves, criado pela Federação Portuguesa de Cineclubes.
Ainda em 2019, os seus documentários foram exibidos no SESC de São Paulo, num evento organizado pela USP, onde também participou em vários debates.
Em 2020, participou no FESTLIP Encontros, no âmbito do Festival Internacional das Artes da Língua Portuguesa (Festlip), no debate A voz feminina na língua portuguesa e em nossas sociedades.
Em setembro do mesmo ano, Sakudi, o seu último filme documentário, foi censurado quando se candidatava a financiamento pela Associação de Cinema e Audiovisual de Cabo Verde. O documentário relata a vida de jovens LGBTQIA+ no contexto cultural cabo-verdiano/africano, procurando desafiar o sistema de opressão machista, racista e homofóbico.

## Obras

### Como realizadora
- Sakudi (2020)[4]

- Relatos de uma Rapariga Nada Púdica (2016) [16][17]
- Homestay (2016) [7]

## Prémios e Nomeações
- Homestay
  - 2019 - Nomeação para o Prémio António Loja Neves, promovido pela FPCC – Federação Portuguesa de Cineclubes [18]
  - 2018 - Menção Honrosa, no Silicon Valley African Film Festival, California (EUA)
  - 2017 - Recebeu o Prémio Estreia Mundial Televisão, no Avanca Film Festival - International Meeting of Cinema, TV, Video and Multimedia (2017)[19][20]
  - 2017 - Recebeu Prémio Revelação Nacional, Plateau International Film Festival - Praia, Cabo Verde (2017)[19]